# Jardim Alto da Boa Vista
Jardim Alto da Boa Vista é um bairro de Presidente Prudente - São Paulo. Situado na zona sul da cidade, ele tem acesso seguindo a Avenida da Saudade e pela Rodovia Raposo Tavares. O bairro é situado em área nobre, devido a ser vizinho de residenciais, e tem a igreja católica Capela Santa Mônica pertencente a Paróquia Menino Jesus de Praga (no Jardim Bongiovani) e futuramente da Paróquia Santa Mônica (em frente ao Residencial Damha II), um parque comunitário, um centro comercial denominado Damha Center e uma agência dos Correios.

## Histórico

### Relatos de moradores
Segundo moradores, sem nenhuma apresentação de documentos oficiais, relatam que:
- O bairro foi loteado em março de 1985. O morador relatou que não houve canalização de água e esgoto, e asfaltamento de ruas e avenidas na época.

- Apenas depois da instalação da agência de Correios houve a criação do pontilhão interligando a Avenida da Saudade com a Avenida Vereador Aurelino Coutinho, e que antes dessa ação, os moradores tinham acesso apenas pela Avenida Joaquim Constantino, onde poderiam ir ao Centro pelo pontilhão do Jardim Rio 400 (a 1 km do bairro) e/ou pontilhão do Residencial Nosaki (a 1,5 km do bairro).

- O Parque Comunitário foi reformado em 2005. No local havia apenas o campo de futebol e o campo de vôlei de areia. Com a reforma foram construídos alambrados no campo de futebol, um campo de futebol de areia, um playground, um quiosque, e bancos para moradores sentarem.

- Havia uma confraternização anual entre todos os moradores na Praça Comunitária. Era realizado num domingo, no horário de almoço, e se prosseguia até o fim da tarde. Cada morador colaborava com alguma coisa: uns traziam sobremesas, outros refrigerantes, e outros comidas como arroz, frango, macarrão, etc. Aqueles que não traziam comida ajudavam na preparação do evento, organizando pratos e talheres, ou até mesmo na preparação das comidas. Havia também campeonatos entre moradores: karaokê, vôlei e futebol.

- Existia a festa junina em julho, onde se interditava a rua Atílio Fabris entre a rua Katui Watanabe e a rua Kazumi Obata, para a realização do evento. O evento era uma parceria entre a Associação dos Moradores do Jardim Alto da Boa Vista, e a Capela Santa Mônica.

### Verídicos

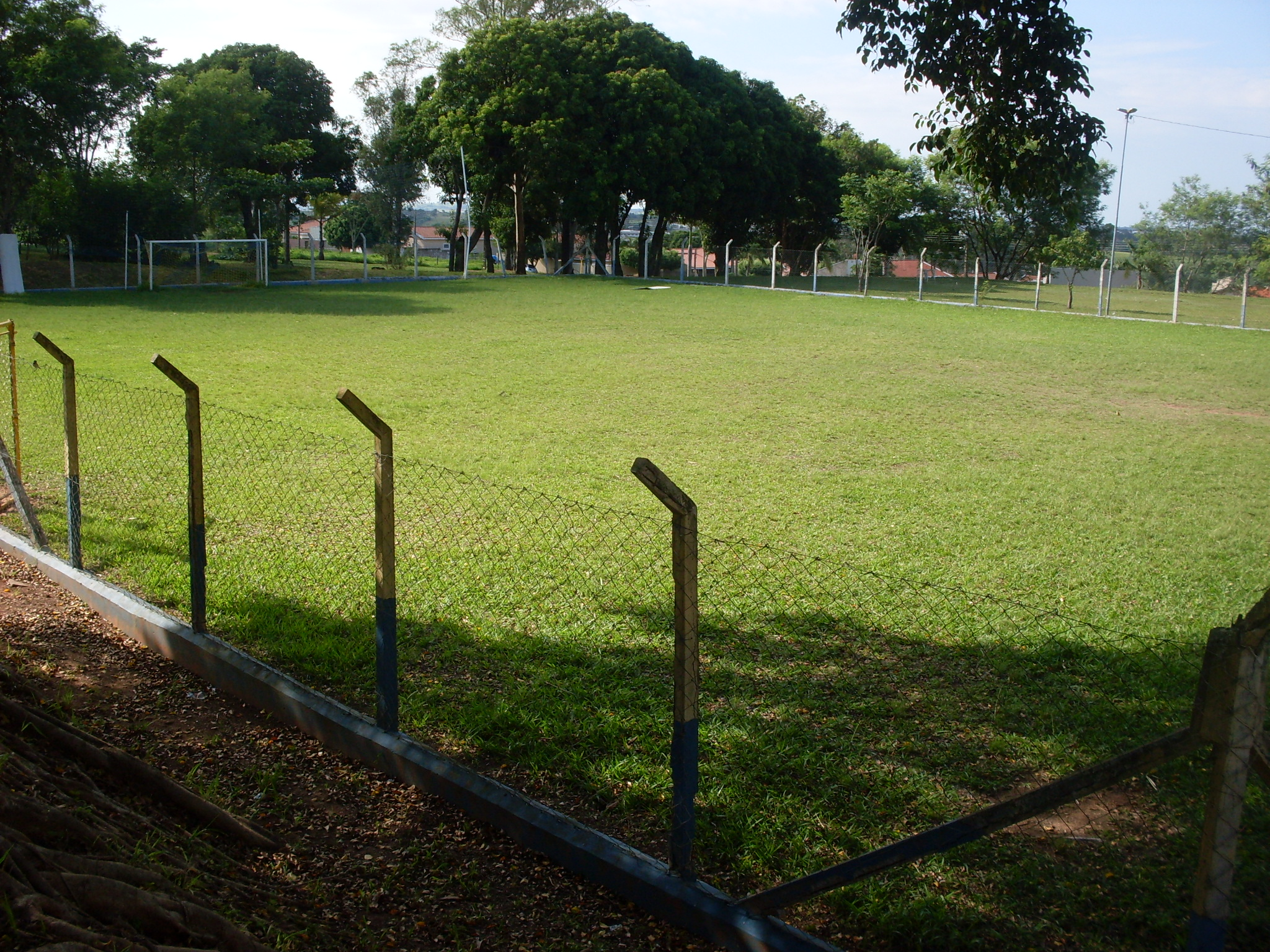
Campo de Futebol da Praça Sebastião Jorge Chammé, onde foi disputado a final do Campeonato de Futebol Society em setembro de 2010

- Em setembro de 2010, houve a final do Campeonato de Futebol Society, um dos campeonatos de futebol mais tradicionais do bairro.[1]

- Em dezembro de 2010, a prefeitura instalou uma Academia da Terceira Idade no parque comunitário do bairro.[2]

- Em Janeiro de 2011, a empresa Cooperlix começou a transitar no bairro para arrecadação da reciclagem. Desde então, ela passa no Jardim Alto da Boa Vista nas segundas-feiras.[3]

- Em Abril de 2011, a prefeitura realizou a poda de grama e árvores na Avenida Vereador Aurelino Coutinho, na Avenida dos Vereadores, e na Praça Comunitária.[4]

- Também em Abril de 2011, houve a revogação da lei que autorizava a doação do terreno compreendido entre a rua Vergílio Zanchi, rua Prefeito Florivaldo Leal, Avenida dos Vereadores, e Avenida Vereador Aurelino Coutinho, para a Fazenda do Estado de São Paulo. O local era destinado para a implantação do Instituto de Perícia-Médicos Legais e Criminalística de Presidente Prudente, mas não foi utilizado.[5]

- Em Fevereiro de 2012, a prefeitura recapeou a Avenida Vereador Aurelino Coutinho.[6]

- Também em Fevereiro de 2012, a prefeitura realizou podas em árvores da Praça Comunitária,[7] e podas de grama do canteiro central na Avenida Miguel Damha.[8]

- Em Junho de 2012, a prefeitura cedeu decorações e alimentos típicos de festa junina para o evento São João Fest. O evento foi no dia 30 de Junho, iniciando-se as 19 h. O grupo Banda WN animou a festa.[9]

- Em Novembro de 2012, a Vigilância Epidemológica Municipal(VEM) realizou pesquisas relacionadas a proliferação de dengue nos bairros de Presidente Prudente, que apontaram que a Área 1 (compreendida por bairros como Jardim Alto da Boa Vista, condomínios Damha, Conjunto Habitacional Ana Jacinta, Jardim Everest, Villa Real, Parque Shiraiva, entre outros) obteve um dos menores índices da cidade, sendo o Índice Bruteau de 0,3 , e Índice de Infestação Predial 0,3.[10]

- Também em Novembro de 2012, a Prefeitura enviou maquinários para manutenção da praça, da Avenida dos Vereadores, e da Avenida Vereador Aurelino Coutinho.[11]

- Em Janeiro de 2013, a Prefeitura enviou a Prudenco para a operação de tapa-buracos na rua Katuí Watanabe.[12]

- Em Fevereiro de 2013, a Secretaria Municipal de Obras e Serviços Públicos ficou concentrada na praça para fazer reparos como acarpinagem do mato.[13]

## Parque comunitário

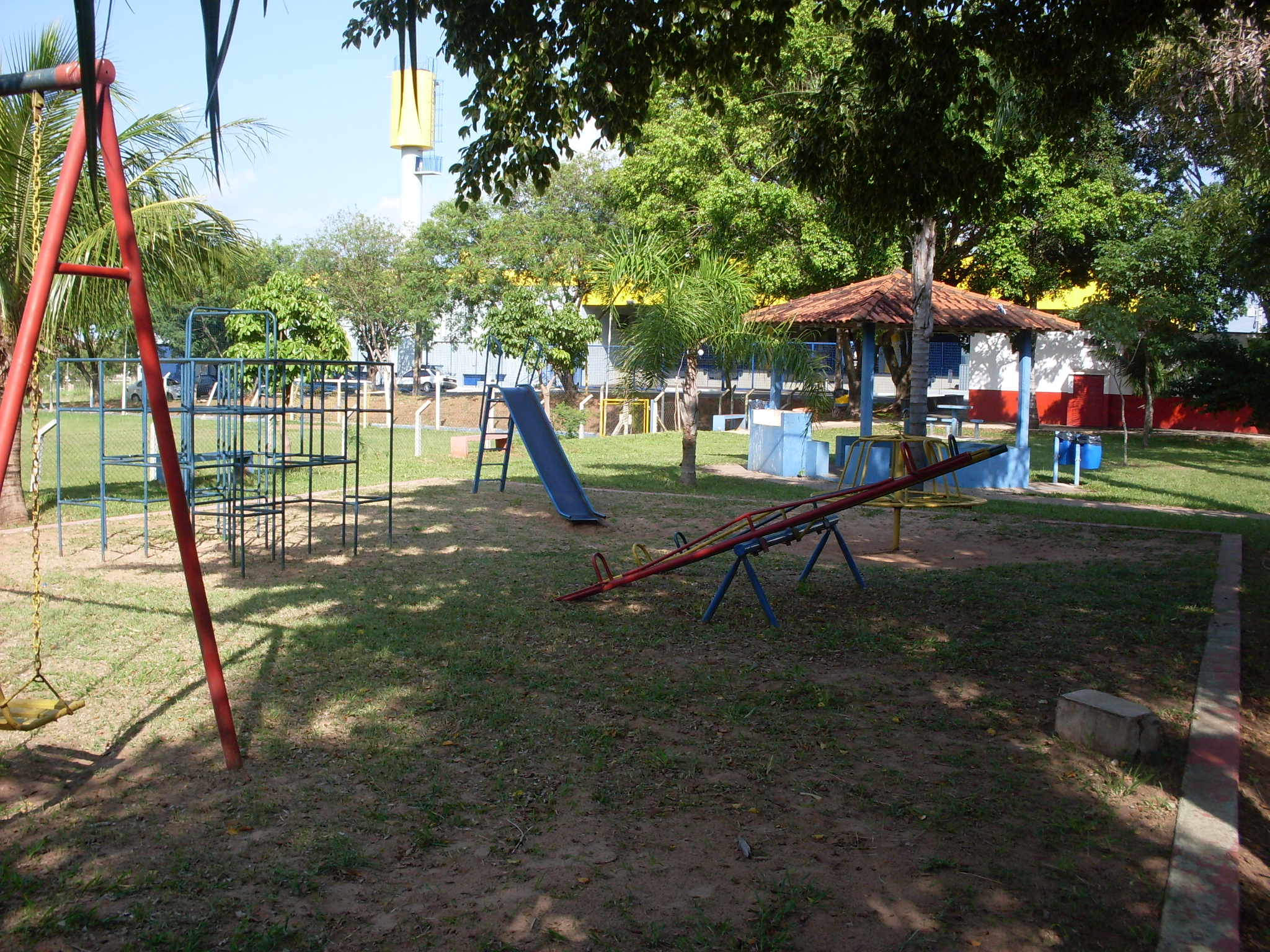
Playground e quiosque do bairro

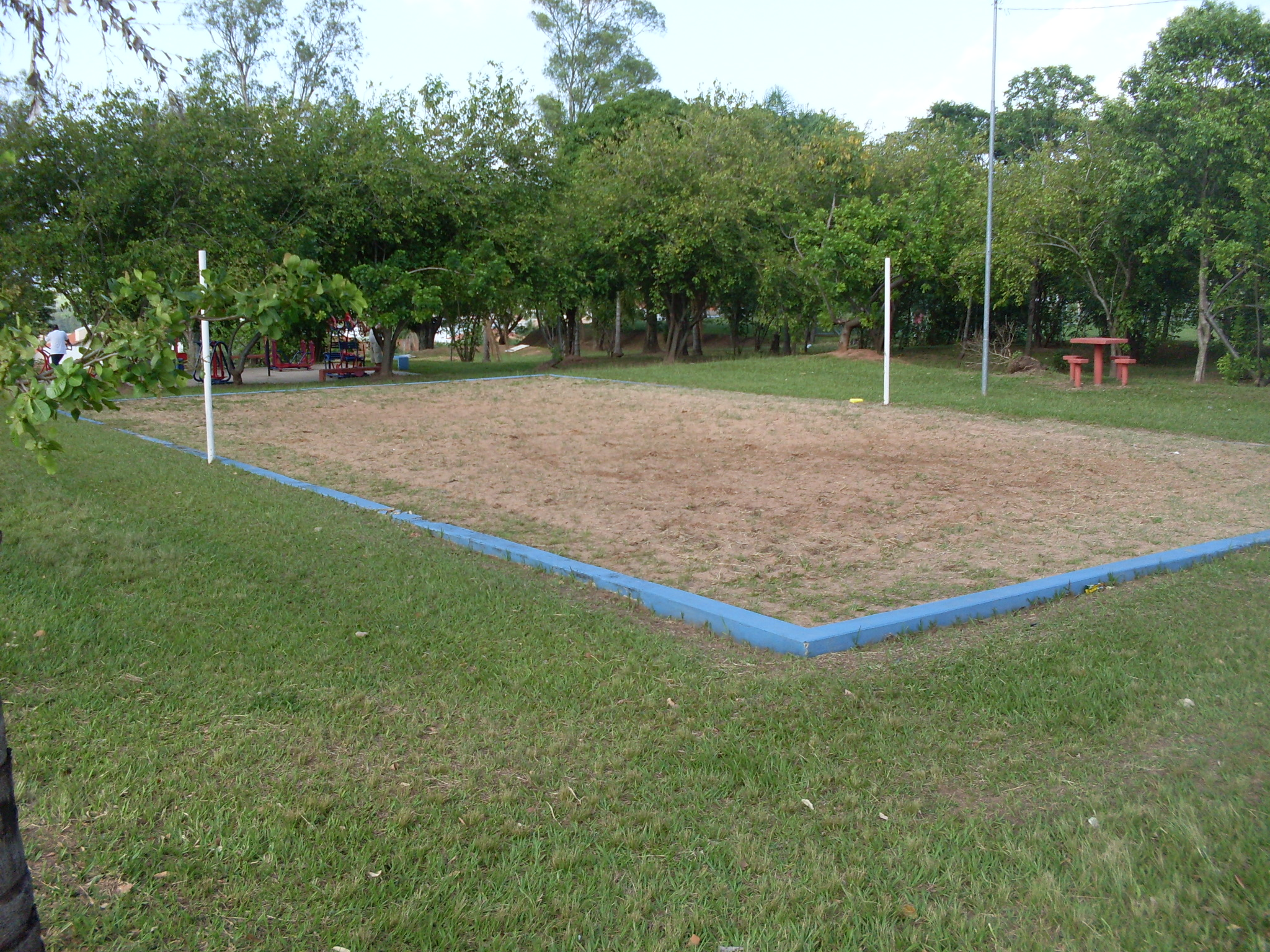
Quadra de Vôlei de Praia da Praça Sebastião Jorge Chammé.

O principal parque do bairro chamado Praça "Sebastião Jorge Chammé", ou simplesmente "campinho" conhecida popularmente entre os moradores, é cercado por quatro ruas, sendo elas:
- Rua Prefeito Florivaldo Leal;
- Rua Maria Fernandes;
- Rua Kazumi Obata;
- Rua Vergílio Zanchi;

O "campinho" têm um pequeno parquinho infantil (playground); uma pista de bicicleta; uma quadra de vôlei de praia; uma quadra de futebol e outra de futebol de areia; uma área de lazer com mangueiras e amoreiras; e uma Academia da Terceira Idade (ATI).

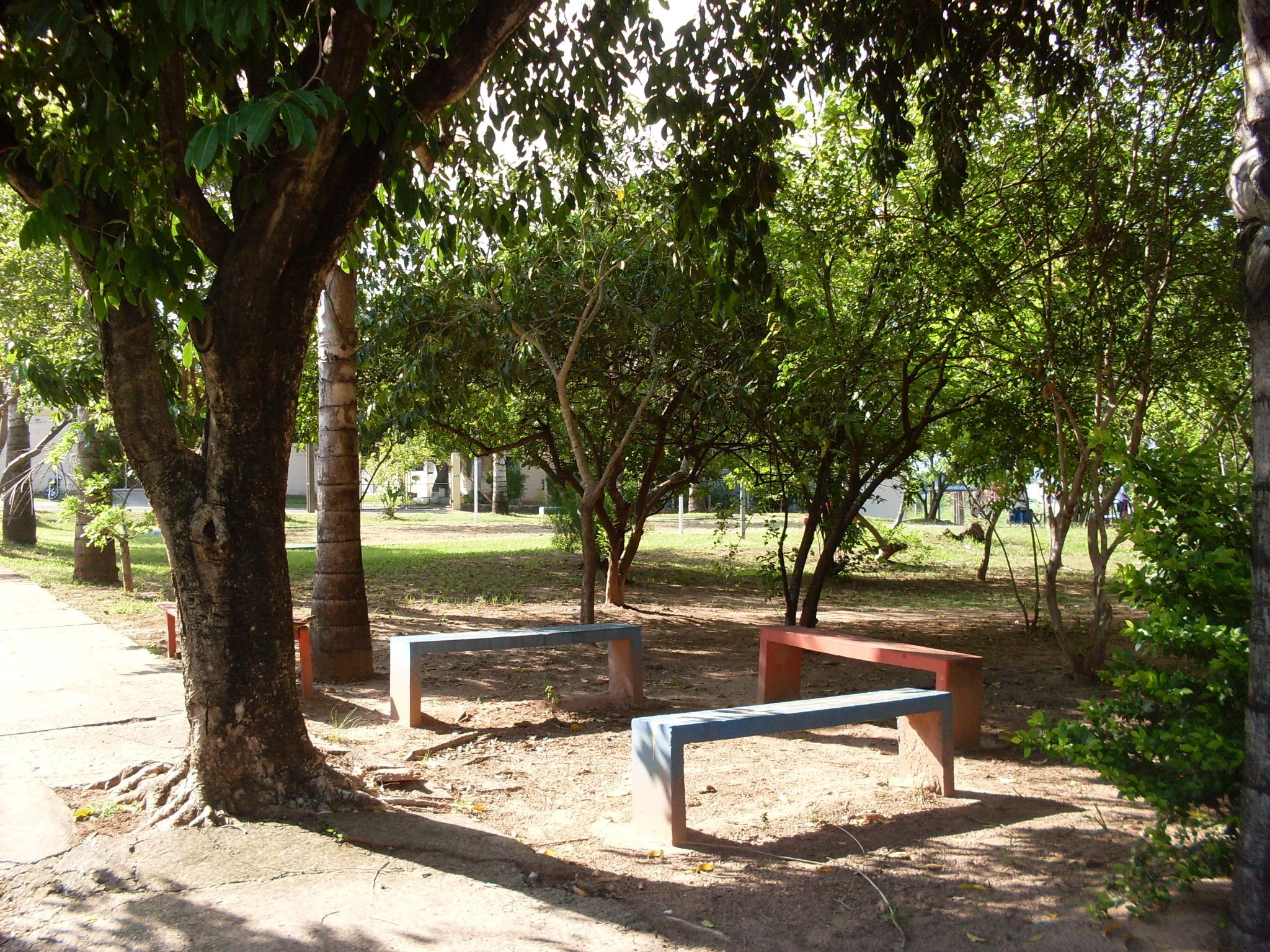
Local de descanso na Praça Sebastião Jorge Chammé.

Questiona-se área próxima à rotatória da Rua Prefeito Florivaldo Leal com a Rua Katui Watanabe e Avenida Vereador Aurelino Coutinho, já que ali apresenta um dos pontos de ônibus tradicionais do bairro.

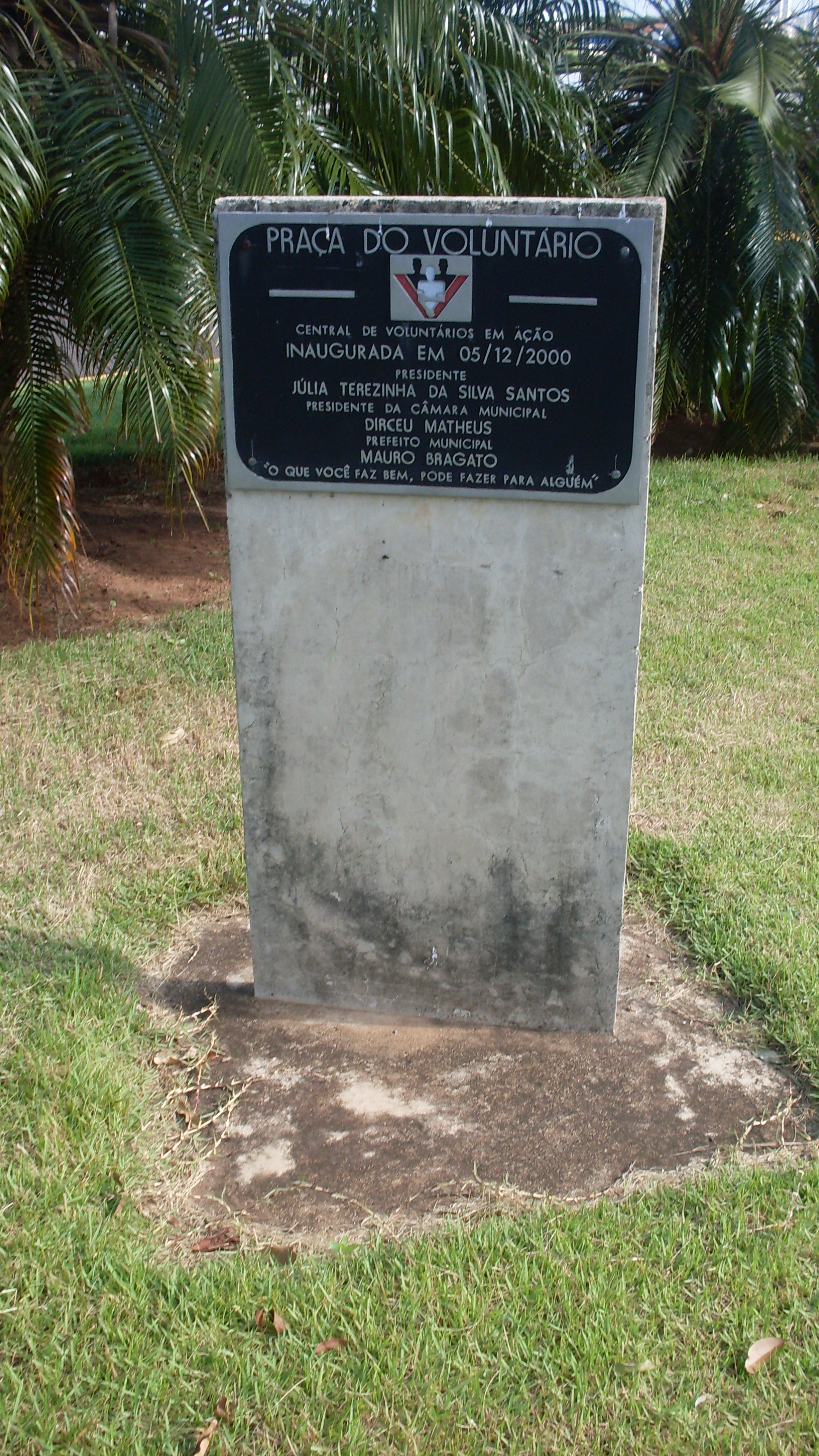
Praça dos Voluntários na rotatória entre a Avenida Miguel Damha, Avenida Vereador Aurelino Coutinho e Rua Kazumi Obata.

Também se questiona a área entre a Avenida Vereador Aurelino Coutinho com a Rua Kazumi Obata e Avenida Miguel Damha, tendo em vista que ali há uma singela homenagem aos voluntários, com o logradouro "Praça do Voluntários".

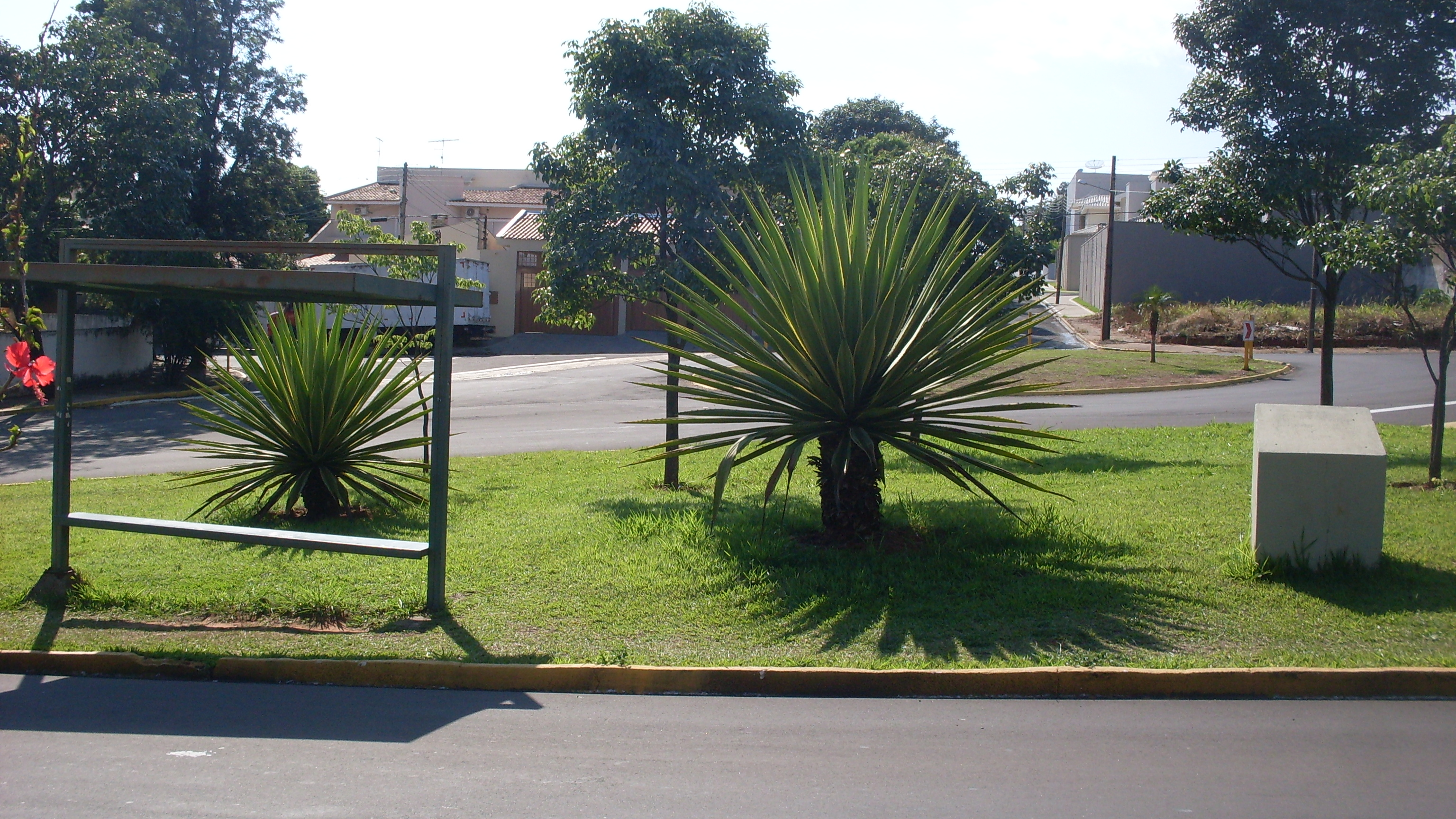
Pequena Praça na Entrada do Jardim Alto da Boa Vista, localizada na Avenida Vereador Aurelino Coutinho, Rua Prefeito Florivaldo Leal e Rua Katuí Watanabe.

## Ruas

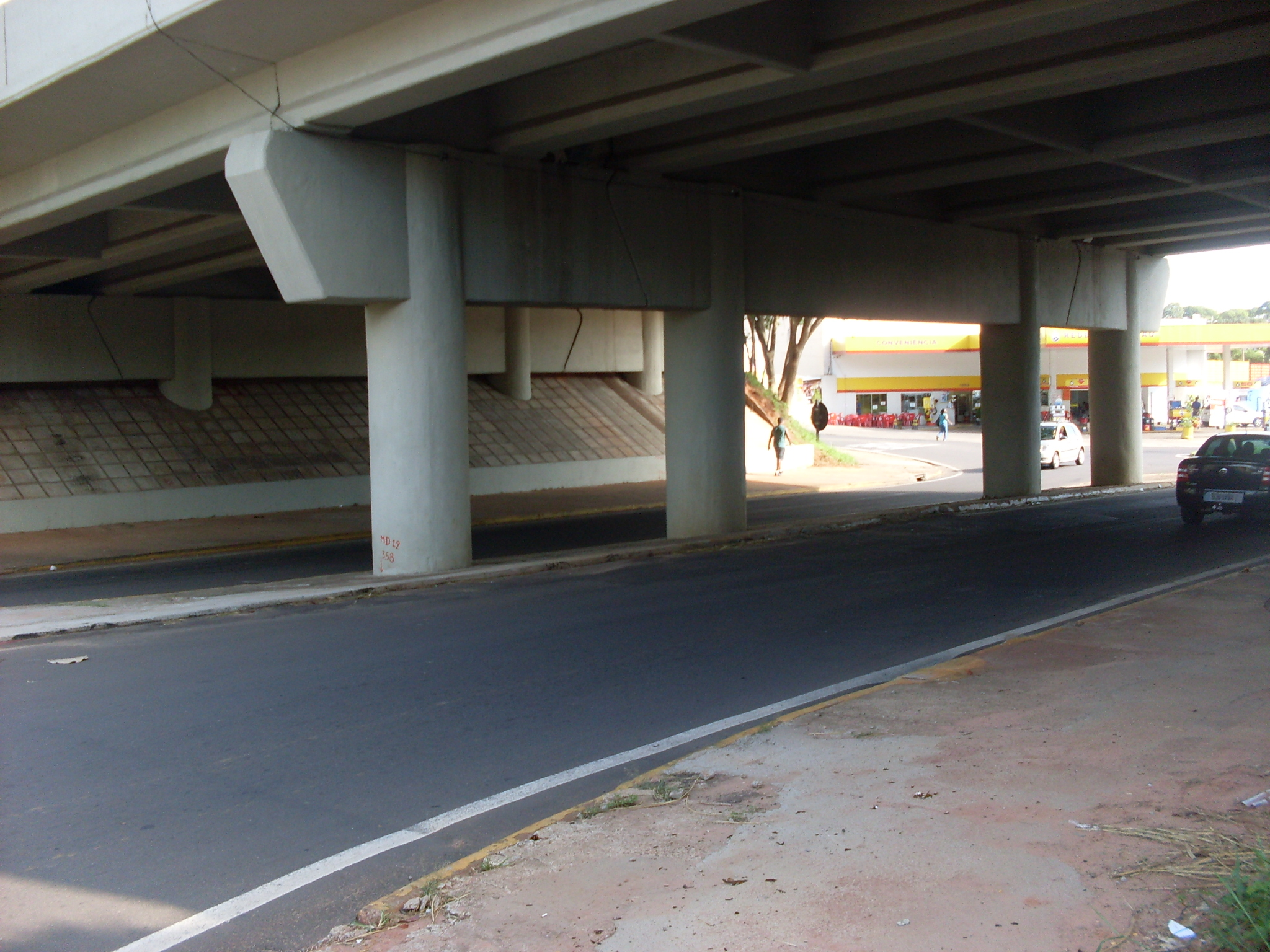
Pontilhão embaixo da Rodovia Raposo Tavares (SP-270), interligando a Avenida de Saudade com a Avenida Vereador Aurelino Coutinho.

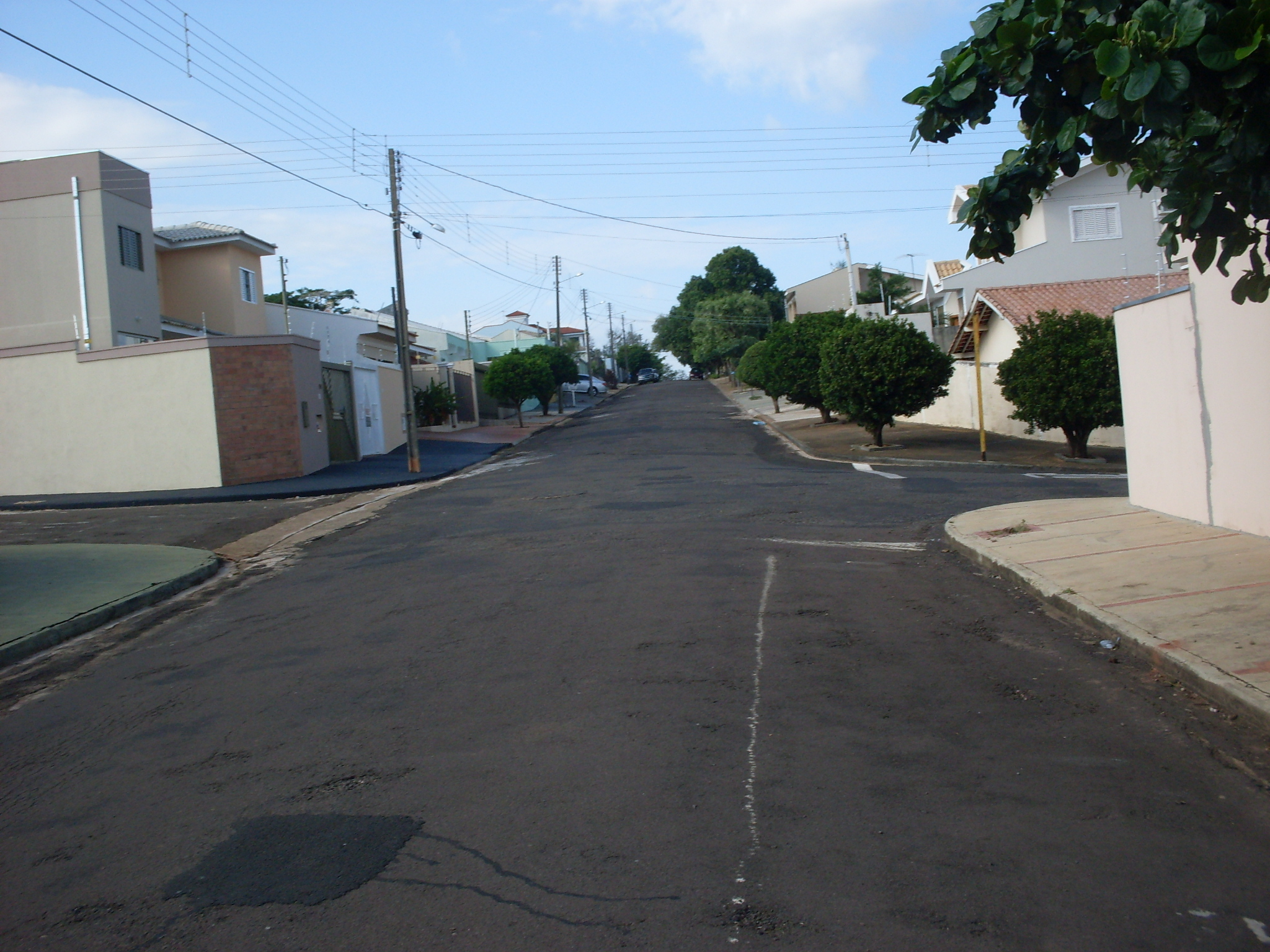
Rua Vereador Francisco Lopes, uma típica rua do bairro.

O bairro Jardim Alto da Boa Vista é formado pelas seguintes logradouros:
- Avenida Vereador Aurelino Coutinho;
- Rua Prefeito Florivaldo Leal;
- Rua Atílio Fabris;
- Rua Maria Fernandes;
- Rua Vereador Francisco Lopes;
- Rua Antonio Albiere;
- Rua Katui Watanabe;
- Rua Kazumi Obata;
- Rua Vergílio Zanchi;
- Rua José Bonifácio de Oliveira;
- Avenida dos Vereadores;
- Avenida Miguel Damha;
- Estrada Municipal Domingos Freitas de Medeiros (início)
- Avenida Joaquim Constantino (números de 1500 a 1870);

## Transporte coletivo
O bairro Jardim Alto da Boa Vista conta com 7 itinerários efetivos pelas duas empresas que atuam na cidade, sendo elas a Pruden Express e TCPP, além de dois itinerários especiais, totalizando 9 itinerários.

### Itinerários efetivos
- Jd. Alto da Boa Vista X Jd. Planalto (via Apec);

- Terminal X Jd. Cica ;

- Terminal X Jd. Santa Fé ;

- Terminal X C.H. Ana Jacinta (via Res. Florenza);

- Pq. Res. São Matheus (via Res. Nosaki) X Jd. Rio 400 (via Res. Nosaki);

- Pq. Res. São Lucas X Hospital Regional;

- Centro (via Sabará - Apec) X Jd. Cobral;

### Itinerários especiais
- Terminal (com início no Damha II);

- Centro (com início no Assaí);

## Entidades assistenciais
No bairro localiza-se a entidade Lumen Et Fides, que auxilia crianças portadores de deficiência motora.

## Comércio do bairro
Os estabelecimentos comerciais focam-se na Avenida Aurelino Coutinho. O trecho da Avenida Joaquim Constantino que pertence ao bairro tem grande predominância de concessionária de veículos.
Endereço - Nome do estabelecimento

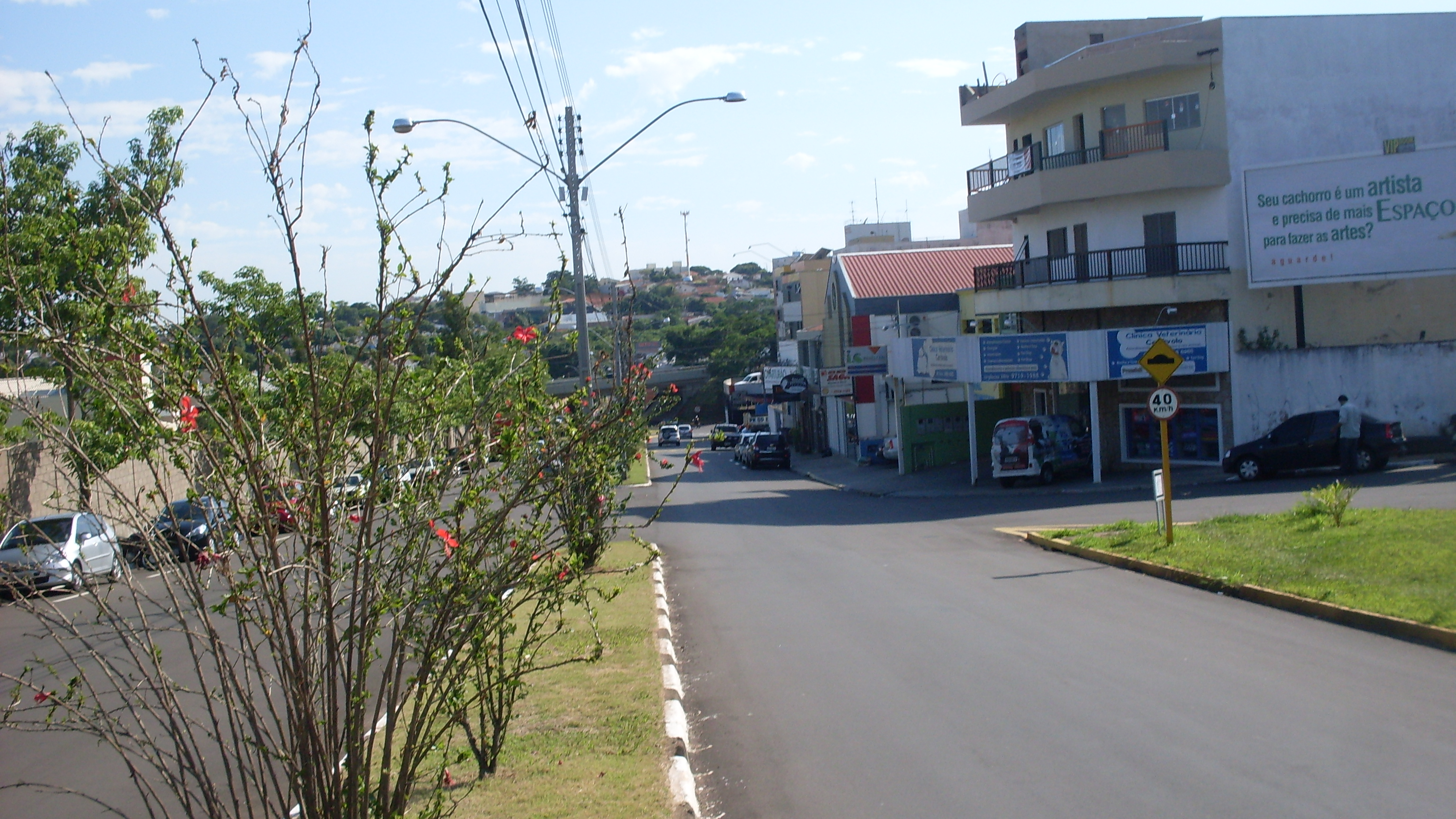
Vista para a Avenida Vereador Aurelino Coutinho, cujo logradouro predomina o comércio.

Avenida Vereador Aurelino Coutinho - Hotel Rota do Pantanal
Avenida Vereador Aurelino Coutinho - Mecânica Jairme
Avenida Vereador Aurelino Coutinho - Mercado Farturão
Avenida Vereador Aurelino Coutinho - Mecânica SAGA
Avenida Vereador Aurelino Coutinho - Clínica Veterinária Cerávolo
Avenida Vereador Aurelino Coutinho - Posto Classic (Shell)
Avenida Vereador Aurelino Coutinho - Damha Center
Avenida Vereador Aurelino Coutinho - Banco do Brasil (através da junção do Banco Postal do Correios);

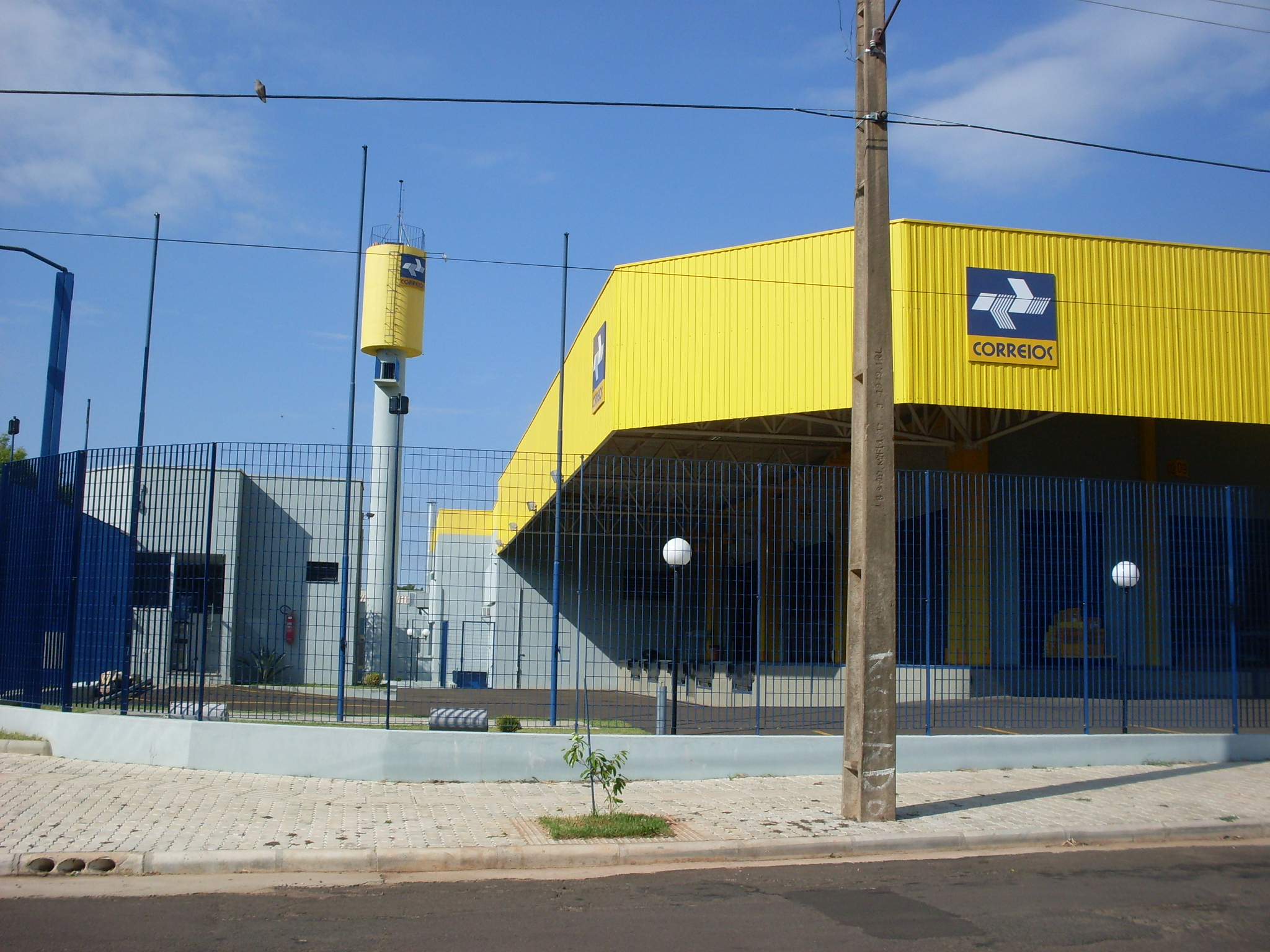
Banco do Brasil através da junção do Banco Postal dos Correios

Rua José Bonifácio de Oliveira - Grupo Encalso
Rua Maria Fernandes - Propagandas Audi
Rua Prefeito Florivaldo Leal - Lanche's Boa Vista
Rua Prefeito Florivaldo Leal - Luizão Auto Peças
Rua Prefeito Florivaldo Leal - 33 Bar
Avenida Joaquim Constantino - Banco Santander Banespa
Avenida Joaquim Constantino & Rua Antônio Albiere - Concessionária V.Muchiütt (Ford)
Avenida Joaquim Constantino - Concessionário La Place (Peugeot)
Avenida Joaquim Constantino - Concessionário Auto Oeste (Chevrolet)
Avenida Joaquim Constantino - Oslog
No dia 23 de Julho de 2014 a Prefeitura anunciou a Feira da Lua, um projeto de trazer uma feira de hortaliças e gastronomia, que é rotativa entre os bairros de Presidente Prudente, sendo que a primeira edição foi no Jardim Alto da Boa Vista. Apesar de estar marcado para o dia 24 de Julho as 18:00 nas proximidades da agência dos Correios, o evento teve de ser adiado para 30 de Julho de 2014, em virtude das chuvas.

### Damha Center

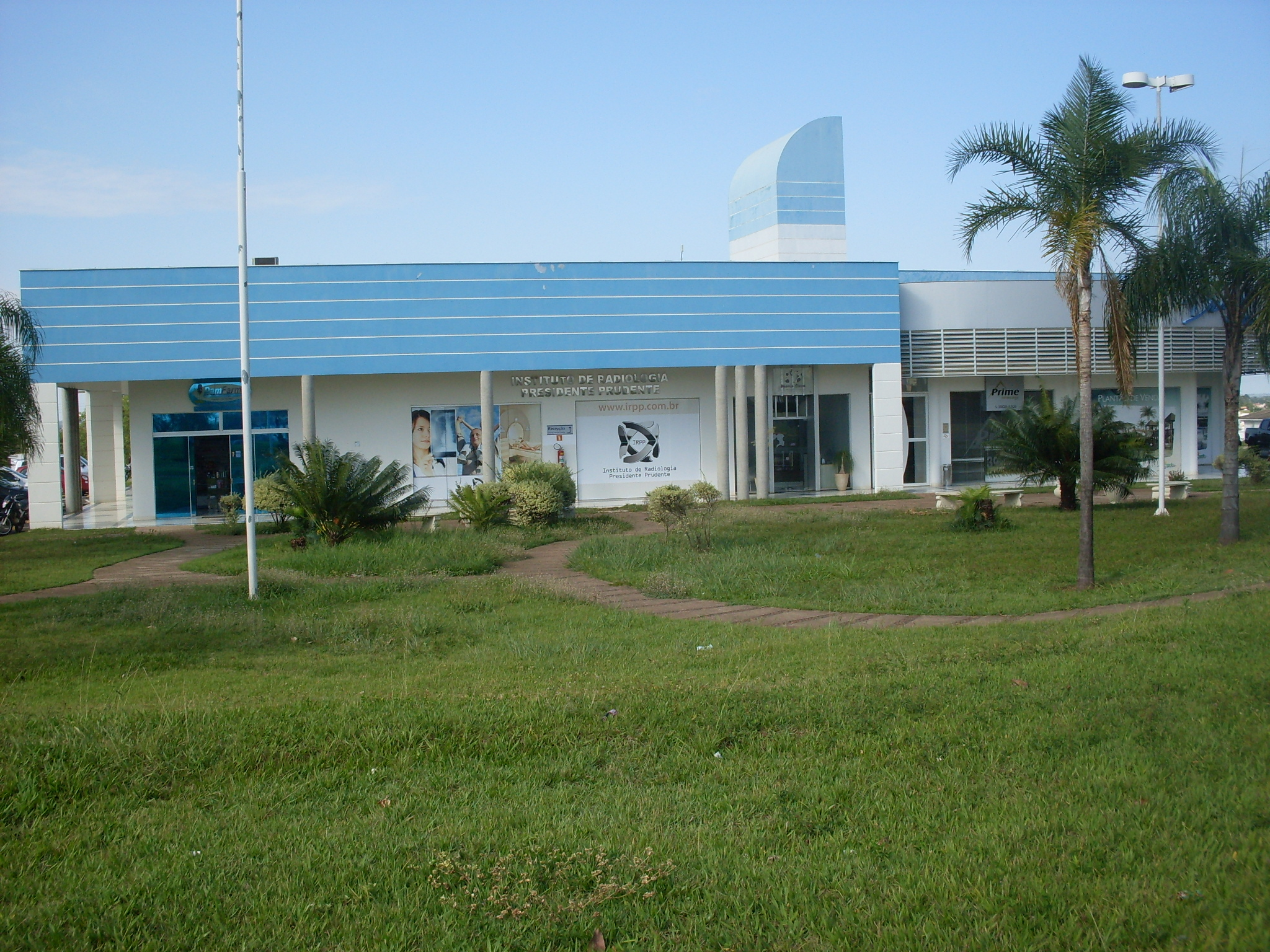
Damha Center

Laboratório de Análises Clinícas Marlene Spir
Panificadora Massa Pura Boulangerie
Banco Autoatendimento Bradesco

## Acessos
Acessos entre departamentos mais próximo do bairro
- Escola - Ensino Fundamental (Ciclo I): Escola Estadual Professora Francisca de Almeida Goés Brandão
- Ensino Fundamental (Ciclo II): Escola Estadual Professora Maria Luiza Bastos
- Ensino Médio: Escola Estadual Professora Maria Luíza Bastos
- Curso Superior: UNOESTE (Universidade do Oeste Paulista)Campus I
- Unidades de Saúde: Hospital Regional
- Cemitério: Cemitério Municipal São João Batista

## Moradores ilustres
A repórter Talita Lopes da TV Fronteira filiada da Rede Globo.
O publicitário Jefferson Rodrigues de Freitas, formado em Publicidade e Propaganda pela UNOESTE - Universidade do Oeste Paulista e, pós graduado em Marketing pela UEL - Universidade Estadual de Londrina. e ex integrante da ilustre banda de bailes grindcore worms, também conhecido como Alface.

## Vistas Panorâmicas

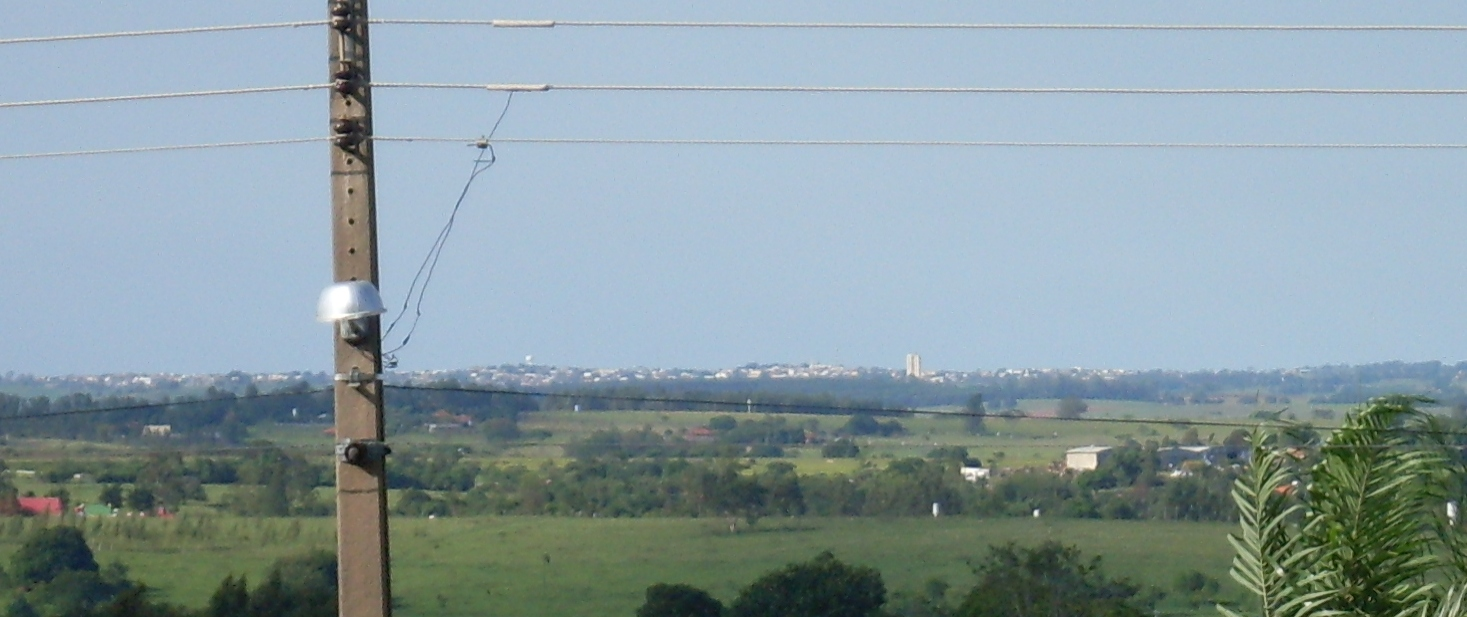
Vista para o município de Pirapozinho (SP).

Vistas para outras regiões da cidade e municípios próximos.

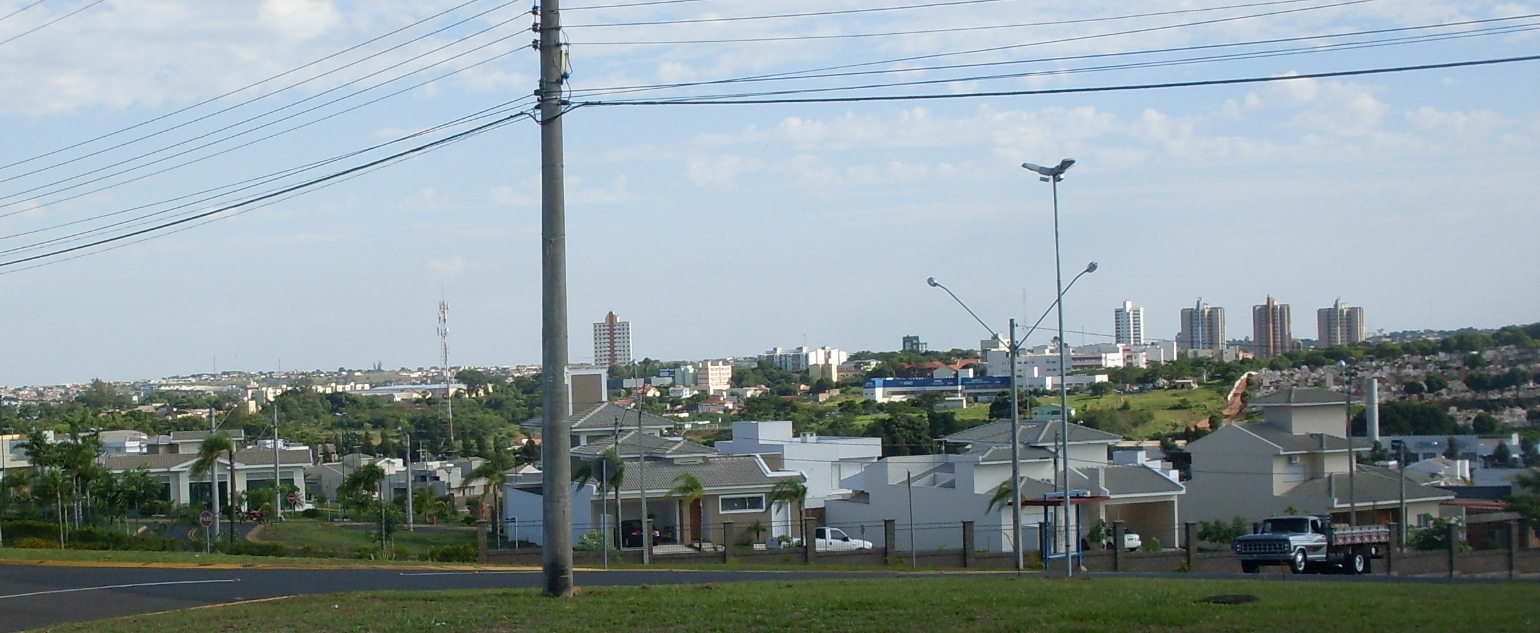
Vista para os bairros Parque das Cerejeiras, Jardim Aquinópolis ,e Hospital Regional/Ambulatório Médico de Especialidades.

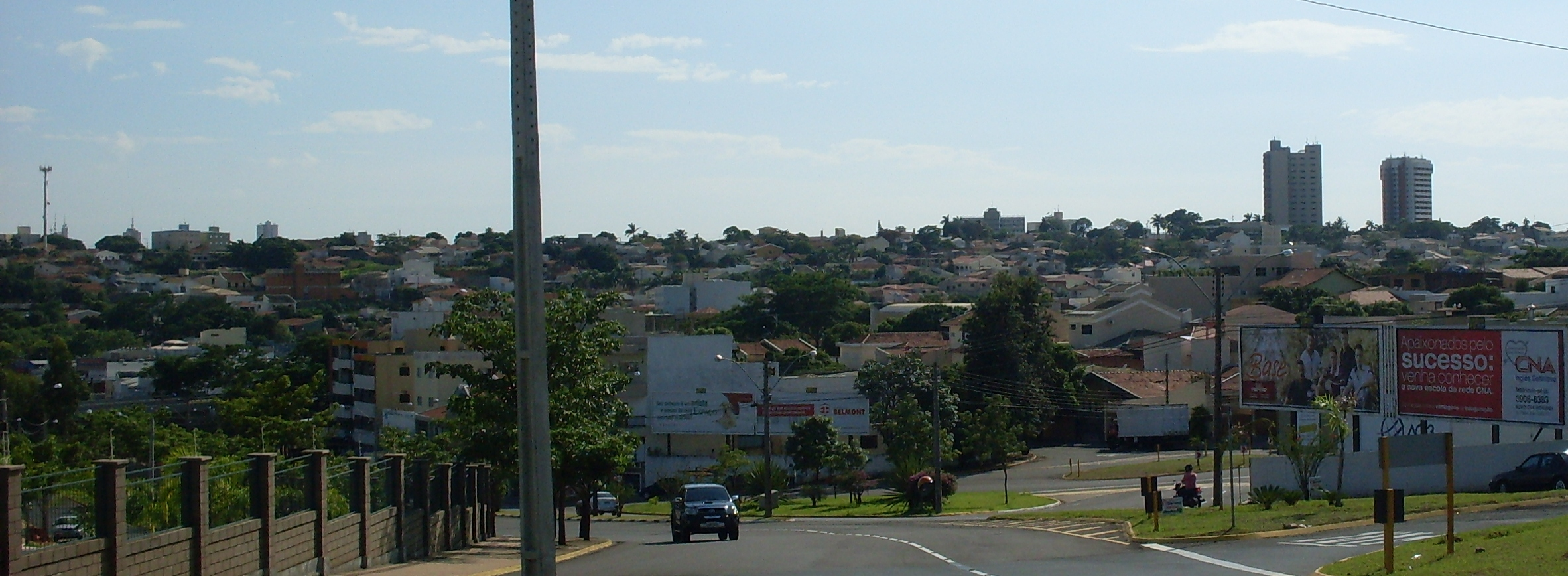
Vista para os bairros Jardim Bongiovani, Cidade Universitária, Jardim dos Pioneiros, Jardim Rio 400, e Vila Formosa.

## Regiões de bairros limítrofes
Aqui se inclui lugares com 1 km de distância.
Norte - Jardim Bongiovani / Cidade Universitária
Leste - Jardim Rio 400 / Parque Higienópolis
Sul - Parque Residencial Damha
Oeste -  Parque Residencial Nosaki, Residencial Florenza